# 推しごとびより
『推しごとびより』（おしごとびより）は、はづきによる日本の4コマ漫画。芳文社の『まんがタイムきらら』にて2020年3月号から5月号にかけてゲスト掲載されたのち、同年8月号から2022年4月号にかけて連載された。

## あらすじ
アイドルオタクの高校生・桃原心町は、芸能事務所で働く姉からの誘いでアイドルオーディションに参加することになる。アニメオタクの空、同人作家の柚葉と共にグループを結成し、無事オーディションに合格した心町たちは手探りながらアイドルとしての活動をスタートさせる。その後彩姫となるをメンバーに迎え入れ、オタクだらけのアイドルグループ“カラフルリウム”を正式に結成する。カラフルリウムのメンバーたちは、お仕事（アイドル活動）と推しごと（各自のオタク活動）に全力で取り組んでいく。

## 登場人物

### カラフルリウム
桃原 心町（ももはら こまち）
本作の主人公で高校2年生。子供のころはアイドルになることを夢見ていたが、今ではただのアイドルオタク。ある日、姉からの誘いを受けて自身もアイドルとしての活動を始めることになる。可愛い女の子に対して反応するアホ毛がある。カラフルリウムのリーダーで、作詞と振付を担当しているが、作詞のセンスは無い模様。
南野 空（みなみの そら）
高校2年生で、心町のクラスメイト。かなりのアニメオタクで、アニメキャラへの憧れからコスプレ喫茶でバイトしているほど。コスプレ衣装を自分で作ることもできる。普段はクールだが、好きなことになるとテンションが上がり、よく喋る。同人作家"ゆず湯先生"の大ファンでもある。
学校ではオタクであることを隠していたが、バイト中に偶然来店した心町とその姉に見つかり、オタクであることがバレてしまう。この時、心町の姉からアイドルオーディションの話を聞かされ、その後の心町からの誘いを受けてアイドル活動を始める。
先述の理由から、カラフルリウムでは衣装作成を担当している。
菊名 柚葉（きくな ゆずは）
高校1年生で、心町たちと同じ高校に通う。“ゆず湯”というペンネームで百合同人誌を描いている。授業をサボって原稿を描くこともある。クラスでは影が薄く、自身の気配を消すことができる。漫研にも所属しているが、幽霊部員となっている。ある日、屋上で原稿を描いていたところを心町と空に見つかり、原稿を見た空から“ゆず湯”本人であると気づかれる。その時、心町からの誘いを受けて面白そうだと感じ、心町・空と共に3人でアイドルグループを結成することになる。カラフルリウムでは自ら立候補し衣装デザインを担当している。
片倉 彩姫（かたくら あやめ）
高校1年生で、柚葉とはクラスメイト。ゲーム、特に音ゲーが好きで、初めて聴いた曲でフルコンボを取るほどの実力がある。さらに、自分で作曲することもでき、授業をサボりがちだが試験では学年1位を取るなど、かなりハイスペックである。人と上手く馴染めなかった過去があり、心町からアイドルに活動に誘われた際も一度は断ったが、改めて心町たちと話したことで気が変わり、グループに加入することになる。先述の理由から、カラフルリウムでは作曲を担当している。
浅葱 なる（あさぎ なる）
高校2年生。心町とは幼馴染でクラスメイト。心町のことを「こまっちゃん」と呼ぶ。
子供のころは心町と同様にアイドルに憧れていたが、いつしか自分には向いていないと考え、アイドルそのものからも距離を置くようになる。最初は心町たちの活動を応援する立場だったが、演技中の心町たちの姿に感動したことと心町からの誘いを受けて、自身もグループに加入することになる。“心町オタク”を自称するほど心町のことが好きである。なるが加わった後グループ名が正式に決まり、"カラフルリウム"としての活動が始まる。

### その他の人物
心町の姉
芸能事務所で働いている。ある日、心町と共に行った喫茶店で空と出会い、心町と空にアイドルオーディションの話を持ち掛ける。カラフルリウムのサポートをしている。
羽崎 かな（はねざき かな）
空の好きな声優。通称“はねちゃん”。イベントで空と話したことをきっかけに、空たちのことを応援している。
くろまめ茶先生
柚葉が同人誌を描くきっかけになった作家。本編には未登場。
ももか
心町の好きなアイドル。ももか自身も心町のことを認識している。心町もアイドル活動をしていると聞き、心町たちのことを応援している。
鶴川 茜（つるかわ あかね）
心町たちと同じ高校に通う2年生。幼いころからダンスを習っており、長年ダンス動画を投稿し続けている。今はましろと共にアイドルユニット“ロゼ”として活動し、振付を担当している。
生田 ましろ（いくた ましろ）
心町たちと同じ高校に通う3年生。数年前突如動画サイトに現れ、1年で姿を消した幻の音楽クリエイター。今は茜と共にアイドルユニット“ロゼ”として活動し、作詞・作曲を担当している。幼いころから歌の英才教育を受けている。

## 書誌情報
- はづき『推しごとびより』、芳文社〈まんがタイムKRコミックス〉、全2巻
  1. 2021年7月27日発売、ISBN 978-4-8322-7292-7
  2. 2022年4月27日発売、ISBN 978-4-8322-7362-7